# Leonid Vaseršteĭn
Leonid Nison Vaseršteĭn (russisch Леонид Нисонович Васерштейн, deutsche Transkription Leonid Nissonowitsch Wasserschtein bzw. Wasserstein; geboren am 15. September 1944 in Kuibyschew, Sowjetunion) ist ein russisch-amerikanischer Mathematiker.

## Leben
Vaseršteĭn ist derzeit emeritierter Professor an der Penn State University. Seine Forschung konzentriert sich auf Algebra und dynamische Systeme. Er ist bekannt für einen einfachen Beweis des Satzes von Quillen-Suslin, ein Ergebnis der kommutativen Algebra, das erstmals 1955 von Jean-Pierre Serre vermutet wurde und dann von Daniel Quillen und Andrei Suslin 1976 bewiesen wurde.
Vaseršteĭn erwarb seinen Studienabschluss an der Lomonossow-Universität Moskau und promovierte dort bei Ilja Pjatetskij-Shapiro. Er blieb bis 1978 an der Lomonossow-Universität. Er ging dann nach Westeuropa und schließlich in die Vereinigten Staaten. 1984 erhielt er ein Guggenheim-Stipendium.
Die Wasserstein-Metrik wurde 1970 von Roland Lwowitsch Dobruschin nach ihm benannt.

## Ausgewählte Publikationen
- On normal subgroups of Chevalley groups over commutative rings. In: Tohoku Math. J. Band 38, Nr. 2, 1986, S. 219–230, doi:10.2748/tmj/1178228489 (projecteuclid.org).
- Vector bundles and projective modules. In: Trans. Amer. Math. Soc. Band 294, 1986, S. 749–755, doi:10.1090/s0002-9947-1986-0825734-3 (ams.org).
- Normal subgroups of the general linear groups over von Neumann regular rings. In: Proc. Amer. Math. Soc. Band 96, 1986, S. 209–214, doi:10.1090/s0002-9939-1986-0818445-7 (ams.org).
- An answer to a question of M. Newman on matrix completion. In: Proc. Amer. Math. Soc. Band 97, 1986, S. 189–196, doi:10.1090/s0002-9939-1986-0835863-1 (ams.org).
- Reduction of a matrix depending on parameters to a diagonal form by addition operations. In: Proc. Amer. Math. Soc. Band 103, 1988, S. 741–746, doi:10.1090/s0002-9939-1988-0947649-x (ams.org).
- Normal subgroups of orthogonal groups over commutative rings. In: Amer. J. Math. Band 110, Nr. 5, 1988, S. 955–973, doi:10.2307/2374699, JSTOR:2374699.
- Sums of cubes in polynomial rings. In: Math. Comp. Band 56, 1991, S. 349–357, doi:10.1090/s0025-5718-1991-1052104-3 (ams.org).